# となりのプリンセス ロルフィー
『となりのプリンセス ロルフィー』は、PC-FXのイメージキャラクター「ロルフィー」を主人公としたアドベンチャーゲーム。1997年7月25日にNECホームエレクトロニクスがPC-FX用に開発・発売した。
毎日の学業をこなしつつ、放課後に探索しながら物語を展開させていく。前半は日常生活を主とするが、後半はアニメーションをふんだんに盛り込み、魔物たちとの闘いになる。

## ストーリー
魔界の王国ソーサリリアの第4王女ロルフィーは修行のため、魔法のない世界に行くことになる。3人の姉たちも「ロルフィーだけでは心配」と言って人間界へついてきたが、その目的が闇の魔族を倒すことだと気づいたロルフィーは、「私がその魔族たちを倒してお姉さまたちに楽させてあげよう」と決意する。

## ゲームシステム
勉強や人間関係など、女子中学生の日常生活を扱った育成シミュレーションをベースとしたアドベンチャーゲーム。
1日あたり起床・登校・学校・放課後・帰宅・就寝を繰り返す。放課後はいくつかの選択肢から行動を決定する。就寝時の行動としてパラメータ確認やセーブを行う。土曜日は放課後の活動が2回分、日曜日は登校・学校が無く、「おでかけ」として放課後と同様の行動が3回可能。
友人など、行動の中で出会う周辺人物と仲良くなることでその人物に関連したイベントが進行する。その進行次第では敵となるキャラクター「闇の魔族」が姿を現し、コマンド選択の戦闘となる。
作中のプレー期間はおおむね2学期の4か月間。期間内に真の目的に至らなかった場合でも、人間界での修行の延長という形でエンディングを迎える。エンディングは3種類。

## 登場キャラクター

### ロルフィーと家族
ロルフィー・リリアン
声 - 大野まりな
魔法の国ソーサリリアからやってきたお姫様（第四王女）。世間知らずのお嬢様だが、元気で活発な性格。正体を隠して笛楠学園の中等部に通うようになる。当初12歳だが、作中で13歳を迎える。
プリステラ
声 - 井上喜久子
第一王女。20歳。おっとりしたマーメイド。一家のお母さん代わりでもあり、怒ると怖い一面も持つ。
ヴェルニカ
声 - 永島由子
第二王女。17歳。クールで高飛車なバンパイア。美人でプロポーションが良く、記憶を操る能力を持つ。
リオン
声 - 宮村優子
第三王女。16歳。元気で短気な黒豹のワーパンサー。猫だけに魚好き。
にゃい
声 - 江森浩子
ロルフィーのお目付け役の、ピンクのヒヨコのような生き物。魔力のある人にしか見えない。

### 笛楠学園
草壁 優規（くさかべ ゆうき）
声 - 石田彰
となりの家に住む男子で、ロルフィーの1年先輩。
中野 葉子（なかの ようこ）
声 - 白鳥由里
ロルフィーの隣の席になった女子。明るい性格で、最初の友達となる。
麻苑 百合絵（あさぞの ゆりえ）
声 - 西原久美子
クラスメイトの女子。大人しく気弱で、友達になるチャンスは限られている。
桐原 夏（きりはら なつ）
声 - 岩坪理江
クラスメイトの男子。双子の冬と違って大人しく華奢な性格。
桐原 冬（きりはら ふゆ）
声 - 平松晶子
クラスメイトの女子。夏の双子だが、男勝りで明るくて活発な性格。
木崎 恵梨子（きざき えりこ）
声 - 矢島晶子
クラスメイトの女子。男子生徒のアイドル的存在で、天然でわがままな一面も持つ。
月代 楓（つきしろ かえで）
声 - 柳沢三千代
2年生の先輩で、優規のクラスメイトの女子。不良のように振舞っているが、情には厚い性格。
神宮寺 静（じんぐうじ しずか）
声 - 嶋方淳子
3年生の先輩の女子。プライドの高いお嬢様で、優規の気を引こうとしている。
沢科 亮子（さわしな りょうこ）
声 - 平松晶子
クラスの担任の女教師。担当教科は国語。

### 闇の魔族
シャガン
声 - 西原久美子
リオンと同じ種族の少女。華奢な体格だが、人の心に干渉し、魔の心を引き出す能力を持つ。
ネジット
声 - 柳沢三千代
稲妻を操る少女。暴れるのが好きなため、悪気の無いまま闇の魔族となった。
サリード
声 - 百々麻子
クールな投げナイフ使いの少女。頭脳戦略に長けた、冷たい心の持ち主。
ヴァボー
声 - 嶋方淳子
ヴェルニカと同じ種族の少女。もともと闇の魔族ではなく、雇われている存在。
ブレスティ
声 - 高木優佳
格闘家の大柄な女性で、純粋にロルフィーら4姉妹と勝負したいがために闇の魔族となった。
ザータン
声 - 中友子
仮面状の寄生生物で、取り憑いた人間の精神を支配する力を持つ。
ニード
声 - 矢島晶子
ロルフィーに似た謎の少女。17歳。

### その他のキャスト
- 中井和哉
- 野島健児
- 私市淳
- 増田均
- 土門仁
- 前田このみ
- 岡田加奈子

## スタッフ
- エグゼクティブプロデューサー - 本庄中
- プロデューサー - 高垣信宏
- ディレクター - 梅木克彦（Winds）
- 企画 - スタジオびゅうん、渡辺浩介（Winds）
- キャラクターデザイン・ストーリー原案[2]・総作画監督 - 只野和子
- シナリオ - 桑原文彦、たけうちこうた、西島剛、福田大輔（Winds）、渡辺浩介（Winds）
- BGM作曲 - 島津秀雄
- 制作・著作 - 只野和子、NECホームエレクトロニクス

## 音楽
オープニングテーマ「素直になれるなんて」
作詞：只野和子 / 作曲：竹林一敏 / 編曲：岸村正実 / 唄：大野まりな
エンディングテーマ「いつの日にか……」
作詞：只野和子 / 作曲：竹林一敏 / 編曲：岸村正実 / 唄：大野まりな

## 関連商品
- Rolfee 「PERFECTデータ&スクリーンセイバー&壁紙&サウンドデータコレクション」 （NECホームエレクトロニクス）
  - Windows 95用。メディアはCD-ROM。本作のキャラクターも多数収録しているとされる[3]。